# Unité urbaine de Dieupentale
L'unité urbaine de Dieupentale est une unité urbaine française centrée sur la ville de Dieupentale, département de Tarn-et-Garonne.

## Données globales
En 2020, selon l'Insee, l'unité urbaine de Dieupentale est composée de deux communes, situées dans l'arrondissement de Montauban du département de Tarn-et-Garonne.
L'unité urbaine de Dieupentale appartient à l'aire d'attraction de Toulouse.

## Délimitation de l'unité urbaine de 2020
En 2020, l'Insee a procédé à une révision des délimitations des unités urbaines  de la France ; celle de Dieupentale est demeurée inchangée étant composée de deux communes urbaines

### Communes
Liste des communes appartenant à l'unité urbaine de Dieupentale selon la délimitation de 2020 et sa population municipale en 2018 (liste établie par ordre alphabétique) :
| Nom         | Code Insee | Département     | Statut       | Superficie (km2) | Population (dernière pop. légale) | Densité (hab./km2) | Modifier                                    |
| ----------- | ---------- | --------------- | ------------ | ---------------- | --------------------------------- | ------------------ | ------------------------------------------- |
| Bessens     | 82017      | Tarn-et-Garonne | banlieue     | 9,27             | 1 470 (2022)                      | 159                | modifier les données · modifier les données |
| Dieupentale | 82048      | Tarn-et-Garonne | ville-centre | 6,14             | 1 644 (2022)                      | 268                | modifier les données · modifier les données |

## Évolution démographique
L'évolution démographique ci-dessous concerne l'unité urbaine selon le périmètre défini en 2020.
| 1968  | 1975  | 1982  | 1990  | 1999  | 2008  | 2013  | 2019  | 2021  |
| ----- | ----- | ----- | ----- | ----- | ----- | ----- | ----- | ----- |
| 1 028 | 1 083 | 1 175 | 1 247 | 1 397 | 2 456 | 3 008 | 3 137 | 3 112 |